# Whyzer
Whyzer is een Belgische dancegroep.

## Biografie
Whyzer ontstond in 2001. Tekstschrijver van de groep was onder anderen Alain Vande Putte, de tekstschrijver van K3. Geproduceerd werd de groep in de studio's van Koen De Beir met producer Koen De Beir, en remixen door Ramses Decraene en Peter Bellaert. Whyzer bereikte de hitlijsten met hun single Teach Me How. De opvolger Colour The Night en debuutsingle Love is Calling haalden de hitlijsten niet. In 2024 werden hun nummers op alle streamingplatforms gereleased. Na 20 jaar brengt Whyzer in 2024 een nieuwe single uit: Off Grid. Het nummer werd geschreven en geproduceerd door Y. De Schryver.

## Discografie
| Single met hitnotering(en) in de Vlaamse Ultratop 50 | Datum van verschijnen | Datum van binnenkomst | Hoogste positie | Aantal weken | Opmerkingen |
| ---------------------------------------------------- | --------------------- | --------------------- | --------------- | ------------ | ----------- |
| Love is Calling                                      | 2001                  |                       | tip             |              |             |
| Teach Me How                                         | 2001                  | 29-09-2001            | 37              | 2            |             |
| Colour The Night                                     | 2002                  |                       | tip             |              |             |
| Love is a Mystery                                    | 2002                  |                       |                 |              |             |
| Off Grid                                             | 2024                  |                       |                 |              |             |
| Dreamkiller                                          | 2025                  |                       |                 |              |             |